# Mimudea cyanalis
Mimudea cyanalis là một loài bướm đêm trong họ Crambidae.